# Liwa Al-Chansa
Liwa Al-Chansa (arab. ‏لواء الخنساء‎, tłum. Brygada Al-Chansy) – kobieca, paramilitarna formacja Państwa Islamskiego. 
Patronką jednostki była Al-Chansa, arabska poetka okresu przedislamskiego. 
Pełniła ona funkcje funkcje policyjno-wojskowe, głównie na terenie Rakki i Mosulu.
Początkowo grupa miała umożliwiać identyfikację mężczyzn przebranych za kobiety podczas przeszukań na punktach kontrolnych, ale jej rola została rozszerzona o patrolowanie i karanie kobiet zgodnie z przepisami IS, a liczebność samej grupy wzrosła do 1000 kobiet. 
Zarządzały również "obozami gwałtu", gdzie zmuszano do usług seksualnych zniewolone jazydzkie kobiety.
Po upadku Kalifatu odnotowano próby egzekwowania przez nie ścisłego islamskiego prawa w obozach dla uchodźców wojennych w Iraku.